# ヒュー・ヘップバーン＝スコット (第6代ポルワース卿)
第6代ポルワース卿ヒュー・ヘップバーン＝スコット（Hugh Hepburne-Scott, 6th Lord Polwarth、出生名ヒュー・スコット（Hugh Scott）、1758年4月10日 – 1841年12月28日）は、イギリスの政治家、スコットランド貴族。ベリックシャー選挙区から選出されて庶民院議員を務めたが、母方の祖父にあたる第3代マーチモント伯爵ヒュー・ヒューム＝キャンベルの意に反する立候補だったため、マーチモント伯爵家の遺産相続から排除された。

## 生涯
庶民院議員ウォルター・スコット（1724年12月31日 – 1793年1月25日）と法律上の第5代ポルワース女卿ダイアナ・スコット（1735年6月4日 – 1827年7月20日、第3代マーチモント伯爵ヒュー・ヒューム＝キャンベルの娘）の次男（長男ウォルターは夭折）として、1758年4月10日に生まれた。
1780年イギリス総選挙でベリックシャー選挙区から出馬した。ベリックシャーではヒューム伯爵家とマーチモント伯爵家が主要な勢力であり、両家は同じルーツを持つが、15世紀に分離し、18世紀には敵対していた。スコットは第3代マーチモント伯爵の孫だったが、地元の政界ではスコットの父がマーチモント伯爵に反対しており、マーチモント伯爵の支持が得られる見込みは少なかった。一方で現職議員の第3代準男爵サー・ジョン・パターソンはマーチモント伯爵の娘婿だったが、ギャンブル好きで評判が悪く、ベリックシャーのジェントリとヒューム伯爵家は対抗馬としてまずはアレグザンダー・レントン（Alexander Renton）、次にスコットを推した。スコットの父もスコットの立候補を支持、レントンはスコットと秘密協定を締結して撤退した。こうして、スコットは50票対35票でパターソンに勝利したが、スコットが4会期だけ議員を務め、以降は議席をレントンに譲るという秘密協定の内容が露見、選挙は1781年3月に無効とされた。1781年4月の再選挙ではパターソンが出馬せず、スコットが無投票で当選した。スコットは第3代マーチモント伯爵の孫であり、マーチモント伯爵は激怒してスコットとその兄弟を遺産相続から排除した。
庶民院ではノース内閣を支持し、シェルバーン伯爵内閣期のアメリカ独立戦争予備講和条約に反対、フォックス＝ノース連立内閣の東インド法案を支持、第1次小ピット内閣に反対した。1784年イギリス総選挙には出馬せず、議員を退任した。
1793年1月25日に父が死去すると、その遺産を相続した。
1820年12月、いとこにあたるジェームズ・ヘップバーン（James Hepburne）が死去すると、その遺産を継承し、「ヘップバーン」を姓に加えた。
1827年7月20日に母が死去すると、法律上ポルワース卿位を継承した。1835年6月25日には貴族院で承認され、事実上でも爵位を継承した。
1841年12月28日にベリック＝アポン＝ツイードのマートン・ハウスで死去、次男ヘンリー・フランシスが爵位を継承した。

## 家族
1795年9月29日、ハリエット・モーリッツ（Harriet Moritz、1773年ごろ – 1853年8月19日、ハンス・モーリッツ・フォン・ブリュールと妻アリシアの娘）と結婚、5男4女をもうけた。
- チャールズ・ウォルター（1796年8月1日 – 1804年9月[1]）
- ハリエット（1797年6月4日 – 1816年6月1日） - 生涯未婚[5]
- マリア・アナベル（1798年6月9日 – 1844年1月27日） - 1834年5月、ジョージ・チャールズ・ディジェン・ルイス（George Charles Degen Lewis）と結婚[5]
- ヘンリー・フランシス（英語版）（1800年1月1日 – 1867年8月16日） - 第7代ポルワース卿[1]
- ウィリアム・ヒュー（1801年5月11日 – 1868年4月11日） - 聖職者。1833年7月、ソフィア・ベイリー＝ハミルトン（Sophia Baillie-Hamilton、1853年9月4日没、チャールズ・ベイリー＝ハミルトン（英語版）の娘）と結婚、子供あり[5]
- エリザベス・アン（1803年1月24日 – 1873年8月21日） - 1835年10月3日、チャールズ・ウィンダム（英語版）（1866年2月18日没）と結婚、子供あり[5]
- ジョージ・ウィリアム（1804年8月1日 – 1830年6月9日） - 聖職者[5]
- フランシス（英語版）（1806年1月31日 – 1884年3月9日） - 法廷弁護士、庶民院議員。1835年7月22日、ジュリア・フランシス・ローラ・ボルトビー（Julia Frances Laura Boultbee、1868年2月7日没）と結婚、子供あり[5]
- アン（1808年3月3日 – 1880年8月16日） - 1831年12月27日、チャールズ・ベイリー閣下（英語版）（1879年7月23日没）と結婚、子供あり[5]